# Ángel Napoleoni
Ángel Napoleoni fue un futbolista argentino nacido en Rosario. Jugó como mediocampista, y desarrolló su carrera entre finales de la década 1910 y las décadas de 1920 y 1930.

## Trayectoria
Realizó casi toda su carrera en Unión llegando de la mano de Albino García junto con Francisco Valiente y Antonio Simonsini. Su retiro fue a finales 1935 jugando para el club Mariano Moreno. También jugó varias veces con la selección rosarina en el campeonato de interligas.

## Carrera
Comenzó jugando en Independiente de barrio Barranquita pasando a Unión en el año 1919, fue una pieza importante de la historia de Unión. Jugó partidos importantes de la Historia del club, el partido contra Sportivo Barracas en 1919, fue parte de la gira de Unión por la Región de Cuyo en 1930, los dos partidos contra el combinado paraguayo en 1922, contra Montevideo Wanderers y Central Español Fútbol Club ambos de Uruguay en 1924,  el partido contra el Chelsea de Inglaterra en 1929 y el partido frente a la Selección Nacional en la apertura del actual Estadio 15 de Abril, también jugó el partido de Unión frente a Hakoah All Star de Estados Unidos en 1930, el partido frente a Rosario Central que significó la reapertura del field unionista pero con luz artificial, fue parte de la temporada nocturna de Unión en 1932 donde jugarían contra grandes clubes de otras provincias, también fue partícipe de la mayor goleada de Unión en la historia del clásico santafesino por 6 a 0.

## Selección nacional
En 1925 un combinado argentino fue de gira por Chile donde jugó 6 partidos.
En 1926 un combinado argentino fue de gira por Brasil siendo convocado y jugando 5 partidos.
También fue convocado por la Asociación Amateurs de Football para enfrentarce a la Asociación Argentina de Football en un partido que significaba la fusión de ambas entidades para crear la Asociación Amateurs Argentina de Football.
| Partidos jugados en la selección |                     |           |           |
| Fecha                            | Rival               | Resultado | Lugar     |
| 8 de diciembre de 1924           | Argentina           | 1-1       | Argentina |
| 22 de marzo de 1925              | Palestra Itália     | 0-0       | Argentina |
| 1 de mayo de 1925                | Uruguay             | 1-0       | Argentina |
| 7 de junio de 1925               | Asociación Santiago | 1-1       | Chile     |
| 11 de junio de 1925              | Liga Valparaíso     | 5-0       | Chile     |
| 14 de junio de 1925              | Santiago/Valparaíso | 0-0       | Chile     |
| 18 de junio de 1925              | Everton             | 5-0       | Chile     |
| 21 de junio de 1925              | Santiago/Valparaíso | 3-0       | Chile     |
| 23 de junio de 1925              | Combinado chileno   | 7-1       | Chile     |
| 7 de noviembre de 1926           | Combinado brasileño | 5-1       | Brasil    |
| 14 de noviembre de 1926          | Combinado brasileño | 2-1       | Brasil    |
| 15 de noviembre de 1926          | Combinado brasileño | 3-2       | Brasil    |
| 21 de noviembre de 1926          | Combinado brasileño | 7-3       | Brasil    |
| 28 de noviembre de 1926          | Combinado brasileño | 5-2       | Brasil    |
| 17 de enero de 1927              | Argentina           | 0-6       | Argentina |

## Clubes
| Club           | Provincia | País      | Año       |
| -------------- | --------- | --------- | --------- |
| Unión          | Santa Fe  | Argentina | 1919-1932 |
| Mariano Moreno | Santa Fe  | Argentina | 1933-1935 |

## Palmarés

### Campeonatos regionales
| # | Club  | País      | Liga                     | Sede     | Año  |
| - | ----- | --------- | ------------------------ | -------- | ---- |
| 1 | Unión | Argentina | Regional Santafesina     | Santa Fe | 1919 |
| 2 | Unión | Argentina | Regional Santafesina     | Santa Fe | 1920 |
| 3 | Unión | Argentina | Fed. Santafesina Amateur | Santa Fe | 1921 |
| 4 | Unión | Argentina | Fed. Santafesina Amateur | Santa Fe | 1924 |
| 5 | Unión | Argentina | Fed. Santafesina Amateur | Santa Fe | 1925 |
| 6 | Unión | Argentina | Fed. Santafesina         | Santa Fe | 1926 |
| 7 | Unión | Argentina | Santafesina              | Santa Fe | 1932 |

### Campeonatos de interligas
| Copa            | Selección   | Sede      | Año  |
| --------------- | ----------- | --------- | ---- |
| Intendente      | Rosarina    | Argentina | 1921 |
| Intendente      | Santafesina | Argentina | 1924 |
| Intendente      | Santafesina | Argentina | 1925 |
| Comité Olímpico | Santafesina | Argentina | 1927 |

### Copas internacionales
| Torneo                                  | Club                | Sede      | Año  |
| --------------------------------------- | ------------------- | --------- | ---- |
| Copa Buenos Aires                       | Selección Argentina | Argentina | 1925 |
| Copa Presidente del Estado de São Paulo | Selección Argentina | Brasil    | 1926 |
| Copa Alvear                             | Selección Argentina | Brasil    | 1926 |
| Copa Jahú                               | Selección Argentina | Brasil    | 1926 |
| Copa Cámara Municipal de los Santos     | Selección Argentina | Brasil    | 1926 |
| Copa Ciudad de Río de Janeiro           | Selección Argentina | Brasil    | 1926 |